# Juan Peralta
León Juan Pablo Peralta Lanas (ur. 15 listopada 1991) – chilijski zapaśnik walczący w stylu wolnym. Dziewiąty na igrzyskach panamerykańskich w 2023. Srebrny medalista mistrzostw Ameryki Południowej w 2019, brązowy w 2013 i czwarty w 2014. Zajął 21. miejsce w indywidualnym Pucharze Świata w 2020. Siódmy na igrzyskach Ameryki Południowej w 2018. Zajął dziesiąte miejsce na mistrzostwach panamerykańskich w 2014. Brązowy medalista igrzysk boliwaryjskich w 2017; szósty w 2022 roku.